# Міксолідійський лад
Міксолідійський лад — один із давньогрецьких та середньовічних ладів. Назва ладу дослівно означає «змішано-лідійський», в свою чергу назва лідійський походить від Лідії.

## Давньогрецька музика
В давньогрецькій ладовій системі міксолідійським називався лад, утворений звуками H-С-D-E-F-G-A-H, що в сучасній теорії музики називається локрійським. На відміну від інших діатонічних ладів, такий лад не міг бути утвореним як поєднання двох однакових тетрахордів ані роздільним способом, ані злитним за допомогою додавання октавного звуку знизу, чим і пояснюється додавання префіксу міксо-. Філософи Лампрокл та Гауденцій пояснювали міксолідійський лад, як складений з двох дорійських тетрахордів з додаванням октавного звуку зверху, що однак не розкриває його етимологію.

## Сучасна теорія музики
В сучасній теорії музики міксолідійським називається лад, що схожий на натуральний мажор, але відрізняється пониженим сьомим ступенем, наприклад:

Приклади використання міксолідійського ладу:
- Concerto in modo misolidio[en], P 145 (1925) О. Респігі[1]
- All Blues[en] М. Девіса[2]